# Eochaid IV di Dalriada
Eochaid IV di Dalriada (... – 820?) è stato un sovrano Dalriada, nell'odierna Scozia. Era figlio di Áed Find.

## Biografia
Eochaid IV (anche Achaius o Eochaid mac Áeda), regnò dall'anno 781 all'819/20, presumibilmente il regno irlandese-scozzese di Dalriada o solo il ramo Kintyre. (Achaius è la grafia latinizzata di Eochaid).
Eochaid era un figlio di re Áed Find (la Bellezza o il Bianco) e il padre di Alpin II. Nel suo dominio c'erano diversi castelli e fortezze in tutte le Highlands della Scozia. La sua sede era il castello di Inverlochy. È il nonno di Kenneth MacAlpin, che fu incoronato primo re di Scozia dai Pitti e Scoti nell'843. Alla fine dell'VIII secolo l'imperatore Carlo Magno inviò due ambasciatori al re scozzese Achaius, dove si sarebbe fondata la successiva amicizia tra Scozia e Francia.